# Sober (kommunhuvudort)
Sober är en kommunhuvudort i Spanien.   Den ligger i provinsen Provincia de Lugo och regionen Galicien, i den nordvästra delen av landet, 400 km nordväst om huvudstaden Madrid. Sober ligger 396 meter över havet och antalet invånare är 2 983.
Terrängen runt Sober är huvudsakligen kuperad, men åt nordost är den platt. Runt Sober är det ganska glesbefolkat, med 21 invånare per kvadratkilometer. Närmaste större samhälle är Monforte de Lemos, 8,9 km nordost om Sober. Omgivningarna runt Sober är en mosaik av jordbruksmark och naturlig växtlighet.